# Rocinela signata
Rocinela signata är en kräftdjursart som beskrevs av Schioedte och Frederik Vilhelm August Meinert1879. Rocinela signata ingår i släktet Rocinela och familjen Aegidae.
Artens utbredningsområde är Mexikanska golfen. Inga underarter finns listade i Catalogue of Life.